# Sartana non perdona
Sartana non perdona (Sonora) è un film del 1968 diretto da Alfonso Balcázar.
Come era pratica di quegli anni, nella versione italiana di questo western all'italiana fu dato ad un personaggio il nome di Sartana seppure non faccia parte della serie "canonica" dei film.

## Trama
Il pistolero Sartana e Kirchner, un cacciatore di taglie si mettono sulle tracce di Slim. I banditi avevano rapito la ragazza di Sartana e i due si imbattono negli uomini di Slim ingaggiano uno scontro a fuoco violento.